# Rejon poniewieski
Rejon poniewieski (lit. Panevėžio rajono savivaldybė) – rejon na Litwie, w okręgu poniewieskim. Według danych z 2020 roku rejon był zamieszkiwany przez 35 324 osoby.

## Miejscowości[1]
- Poniewież (siedziba rejonu)
- Remigoła
- Giełaże
- Krakinów
- Mieżyszki
- Nowe Miasto
- Rogów
- Smilgie
- Szyły
- Wodakle
- Kulby[2]
- Garuckai